# Battaglia di Dan-no-ura
La battaglia di Dan-no-ura (壇 ノ 浦 の 戦 い?, Dan-no-ura no tatakai) fu la battaglia navale decisiva della guerra Genpei. Combattuta il 25 aprile 1185 nello stretto di Kanmon, segnò la distruzione del clan Taira (Heike) e l'inizio dell'egemonia Minamoto (Genji) sul Giappone.
La battaglia segnò in Giappone la fine del periodo Heian, l'ultimo dell'Età antica, e l'inizio del Periodo Kamakura, il primo del Medioevo.

## Antefatto
Dopo essersi assicurati le isole di Honshū e Kyūshū, nel marzo 1185 i Minamoto avevano attaccato i Taira nella loro base a Yashima, sull'isola di Shikoku, sconfiggendoli nell'omonima battaglia. I Taira e i guerrieri a loro rimasti fedeli si ritirarono via nave sull'isola di Hikoshima nello stretto di Kanmon. I Genji impiegarono circa un mese a radunare le truppe e allestire una flotta, unendo le proprie forze navali con quelle dei clan Watanabe di Settsu, Kono di Iyo e Kumano di Kii.

## Battaglia

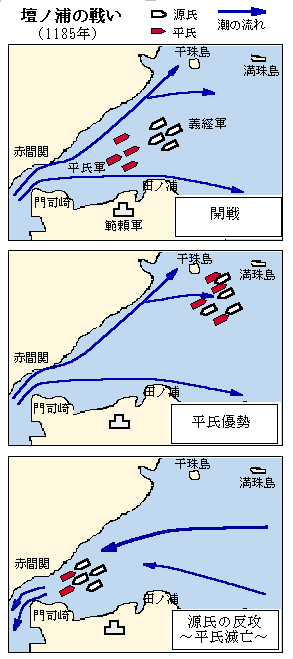
Mappa della battaglia (Minamoto in bianco, Taira in rosso)

La mattina del 25 aprile una flotta Minamoto di 840 navi (3 000 secondo l'Heike monogatari) al comando di Minamoto no Yoshitsune, entrò nello stretto di Kanmon per sfidare quella Taira, che era forte di circa 500 navi (1 000 secondo l'Heike monogatari) e comandata da Taira no Munemori. Secondo il Genpei Jōsuiki Minamoto no Noriyori, che aveva conquistato il Kyushu con 30 000 uomini, condusse il suo esercito presso l'attuale Kitakyūshū supportando da terra la flotta di Yoshitsune con lanci di frecce. Nemmeno sullo svolgimento della battaglia le fonti antiche sono concordi: l'Azuma Kagami, in cui la battaglia è descritta solo brevemente, afferma che sarebbe iniziata la mattina per concludersi a mezzogiorno con la distruzione dei Taira; secondo il Tamaha, invece, le due flotte si sarebbero incontrate a mezzogiorno per concludere lo scontro intorno alle 16:00. I poemi epici Heike monogatari e Genpei Jōsuiki danno una descrizione più dettagliata, seppur probabilmente romanzata, della battaglia di Dan no Ura. Secondo queste opere la flotta Taira, che seppur trovandosi in inferiorità numerica poteva contare su navi meglio costruite, più flessibili e veloci, e marinai più esperti, sarebbe salpata da Hikoshima per affrontare le forze Minamoto con la corrente a favore. Nella prima parte della battaglia, combattuta con lanci di frecce, la maggiore mobilità delle navi e l'esperienza dei marinai avrebbero permesso agli Heike di prevalere contro i loro nemici, che navigavano controcorrente. Minamoto no Yoshitsune avrebbe quindi ordinato di mirare ai marinai Taira che governavano le navi, nonostante questo non fosse onorevole, nel tentativo di immobilizzare le imbarcazioni avversarie. La situazione si sarebbe poi ribaltata con una inaspettata inversione delle correnti a favore dei Minamoto, che li avrebbe sospinti verso le navi Taira permettendogli di abbordarle.
La teoria delle maree fu sostenuta dal professore Katsumi Kuroita dell'Università imperiale di Tokyo nel suo libro "Yoshitsune Den" (義経伝), e si basa su un rilevamento delle correnti nello stretto a opera del dipartimento delle vie navigabili della marina. Questo studio registrò come in quel punto la corrente, durante la mattinata, fosse diretta verso est con un picco di 8 nodi verso le 11:00, e poi alle 15:00 invertisse la sua direzione, confermando come più probabile orario della battaglia quello 12:00/16:00 del Tamaha. La teoria di Katsumi Kuroita, del Periodo Taishō, fu la prima verifica scientifica della battaglia di Dan-no-ura, ed è ampiamente considerata come la più autorevole. Fu contestata solo negli ultimi anni dal dottor Shozo Kanezashi, che sostenne che il braccio di mare in cui era stata studiata la marea nell'era Taisho, Hayatomo Seto, fosse troppo stretto per potervi combattere con più di mille navi, e che la battaglia si sarebbe svolta invece nell'ampia area di mare intorno all'isola di Manju e a quella di Kanezuka. Kanezashi condusse un'analisi computerizzata della marea in quella zona e concluse che se lo scontro quel giorno fosse stato combattuto lì ci sarebbe stata la bassa marea e la corrente di 1 nodo invece degli 8 registrati nell'Hayatomo Seto, non potendo quindi influenzare la battaglia. Secondo l'indagine sulle correnti di marea della Guardia Costiera giapponese, la loro intensità è inferiore a 1 nodo nell'area di mare in cui si è svolta la battaglia, a est di Hayatomo. Anche Kenji Ishii nella sua "storia delle navi", e Yukito Iijima, professore emerito all'Università Tokyo Kaiyo, si sono espressi contrari alla teoria delle maree, sostenendo che queste non potessero influenzare in un tale modo il movimento delle navi dell'epoca.
Quando con il cambiamento della marea le sorti della battaglia cominciarono ad andare a favore dei Minamoto, secondo l'Heike monogatari, il signore di Awa e Sanuki, Awa Shigeno, con le 300 navi del suo clan, cambiò schieramento e attaccò i propri alleati Taira, rivelando la posizione della nave che trasportava l'imperatore Antoku. L'Azuma Kagami non fa però menzione di questo tradimento e indica Awa Shigeno tra i prigionieri catturati nella battaglia.
Resisi conto che la battaglia era perduta, i Taira si suicidarono uno a uno gettandosi nel mare: Taira no Tokiko, vedova di Taira no Kiyomori e nonna di Antoku, entrò in acqua, affogando insieme al giovane imperatore prima che la nave su cui si trovava con tutta la corte fosse conquistata dai Minamoto. Numerosi altri cortigiani seguirono il suo esempio riuscendo nel suicidio o venendo catturati dai Minamoto. Il capoclan Taira no Munemori e il figlio Kiyokazu si gettarono in mare ma furono catturati prima di affogare, così come anche Tokitada e Kagekiyo. Sukemori, Arimori, Yukimori, Tomomori e il fratello Ienaga si affogarono, così come Tsunemori e suo fratello minore Norimori che si gettarono in mare con un'ancora legata alle loro armature. Secondo la tradizione, Taira no Noritsune rifiutò la resa continuando a combattere, prima con arco e frecce, poi all'arma bianca, passando di barca in barca in cerca di Minamoto no Yoshitsune; quando trovò la nave di Yoshitsune questi riuscì a sfuggirgli, saltando da una imbarcazione all'altra per otto navi, e a quel punto Noritsune, circondato dai guerrieri Minamoto, ne prese due sottobraccio, e si gettò in mare affogando con loro.
Mentre la nave dell'imperatore stava venendo abbordata, i Taira tentarono di gettare in mare le tre Insegne imperiali del Giappone: la spada (che andò a fondo e fu probabilmente perduta, anche se esiste un'altra teoria seconda cui fu recuperata ed è conservata nel Santuario di Atsuta), il gioiello (che fu recuperato dall'acqua), e lo specchio (che non riuscirono a gettare in mare prima che i Minamoto conquistassero la nave).

## Conseguenze
La battaglia concluse la guerra Genpei con una completa vittoria Minamoto. Il clan Taira, che aveva governato per 25 anni il Giappone controllando la corte imperiale, fu distrutto e il periodo Heian giunse al termine.
Dopo la vittoria, Yoshitsune fece un ritorno trionfale a Kyoto con i prigionieri, dove fu nominato governatore della provincia di Iyo e insignito di altri titoli dall'imperatore Go-Shirakawa; Noriyori rimase invece nel Kyushu per mantenerne il controllo.
Minamoto no Yoritomo, dal suo quartier generale a Kamakura, venuto a sapere dei titoli concessi a Yoshitsune e temendone la fama e il potere che aveva acquisito con le sue vittorie, ordinò al fratellastro di rimanere nella parte occidentale del Giappone. Quando tuttavia Yoshitsune si mosse verso Kamakura portando con sé i prigionieri Taira, Yoritomo lo costrinse a tornare a Kyoto senza incontrarlo. Taira no Munemori, con il figlio Kiyokazu e il resto della famiglia, fu giustiziato nella provincia di Ōmi sulla via per Kyoto; con la sua morte si estinse la linea principale del clan Taira.
La tensione tra i due fratellastri Minamoto sfociò in una congiura quando, nell'ottobre dello stesso anno, l'imperatore nominò Yoshitsune capo del clan Minamoto e lo autorizzò ad allearsi con lo zio Minamoto no Yukiie per detronizzate Yoritomo. La congiura fallì e Yoshitsune dovette fuggire da Kyoto e riparare nella provincia di Mutsu, a nord, nelle terre del potente clan Oshu Fujiwara del suo vecchio protettore Fujiwara no Hidehira. Alla morte di quest'ultimo gli successe il figlio Yasuhira, che cedette alle pressioni di Yoritomo e tradì Yoshitsune. Yoshitsune fu costretto al seppuku e la sua testa fu portata a Kamakura da Yasuhira, il quale venne anch'egli giustiziato pochi mesi dopo da Yoritomo con l'accusa di aver difeso Yoshitsune. In questo modo Yoritomo poté attaccare e sconfiggere anche la potente famiglia Ōshū Fujiwara, impossessandosi della regione settentrionale di Tōhoku, ricca di miniere d'oro. Rimasto l'indiscusso padrone del Giappone, Yoritomo ne assunse il governo, fondando il bakufu (o shogunato) di Kamakura nel 1192.